# Пили и Мили
Пи́ли и Ми́ли (исп. Pili y Mili) — испанский комический актёрский дуэт, состоявший из близняшек Авроры и Пилар Байона (исп. Aurora y Pilar Bayona; род. 10 февраля 1947, Сарагоса, Испания). Они появились на экранах в начале 1960-х годов и стали одними из самых больших звёзд киножанра «поющих детей-вундеркиндов», переживавшего тогда бум. Все кинокартины, в которых дуэт снимался, были музыкальными комедиями и были построены на одной и той же формуле: близняшек принимают друг за друга. Пили и Мили были очень популярны в Испании, Мексике и Италии, но их карьера была недолгой: с 1963 по 1970 годы. Когда формула успеха перестала работать, дуэт распался.

## Фильмография как Пили и Мили

### Кино
- 1963: Como dos gotas de agua[исп.] (режиссёр Луис Сесар Амадори[англ.]).
- 1964: Dos chicas locas, locas[исп.] (режиссёр Педро Ласага[англ.]).
- 1965: Виски и водка[исп.] (режиссёр Фернандо Паласиос[исп.]).
- 1965: Dos pistolas gemelas[исп.] (режиссёр Рафаэль Ромеро Марчент[исп.])
- 1966: Escándalo en la familia[англ.] (режиссёр Хулио Портер[англ.])
- 1967: Un novio para dos hermanas[англ.] (режиссёр Луис Сесар Амадори[англ.])
- 1968: Dos gemelas estupendas[исп.] (режиссёр Мигель Морайта Мартинес[англ.])
- 1968: Agáchate, que disparan[исп.] (режиссёр Мануэль Эстеба[англ.])
- 1970: Princesa y vagabunda[исп.] (режиссёр Луис Сесар Амадори[англ.])
- 1970: La guerra de las monjas (режиссёр Хосе Мария Эрнандес Унсаин[англ.])

### Телевидение
- 1965: Sábado ´64

## Сольная фильмография Пилар
Посла того, как дуэт распался, Пилар продолжила карьеру на телевидении в Испании и Мексике, уже одна. Также она играла в театре и сыграла несколько небольших ролей в кино.
- 1979: Los fieles sirvientes (режиссёр Франсеск Бетриу[исп.])
- 1985: En penumbra (режиссёр Х.-Л. Лосано)